# Carl Prüssing
Carl Prüssing (* 4. März 1859 in Braunschweig; † 16. August 1912 in Hamburg; vollständiger Name: Johannes Ernst Carl Godhard Prüssing) war ein deutscher Chemiker und Manager in der Zementindustrie.

## Leben
Carl Prüssing war der älteste Sohn von Godhard Prüssing und Roma Prüssing geb. Pantzer. Er besuchte die Bürgerschule und das Gymnasium in Holzminden. In München, Berlin, Erlangen und Heidelberg studierte er Chemie. Zusammen mit seinem Bruder Paul Prüssing war er Mitgründer des Corps Brunsviga München.
Anfang 1886 wurde er Assistent seines Vaters in der Sächsisch-Thüringische Portland-Cement-Fabrik Prüssing & Co. KGaA in Göschwitz bei Jena, die am 15. April 1886 gegründet worden war. In dieser Zeit führte er die Presskuchenpumpe zur Prüfung von Zement auf Raumbeständigkeit ein, die er entwickelt hatte.
Nachdem er einige Jahre in Göschwitz tätig gewesen war, ging Prüssing nach Brăila in Rumänien. Hier gründete und leitete er eine neue Zementfabrik. Von dort kehrte er zurück, um die technische Leitung der Zementfabrik „Westfalia“ in Beckum zu übernehmen. Diese Stellung hatte er bis zum Frühjahr 1894 inne. Danach war er für 18 Jahre, bis zu seinem Tod, Direktor der Portlandzementfabrik in Hemmoor.
Als die US-amerikanischen Zollgesetze den Absatz deutschen Zements in den USA zum Erliegen brachten, gründete Carl Prüssing zur Erhaltung der US-amerikanischen Kunden die German-American Portland Cement Works in La Salle im US-Bundesstaat Illinois.
Nach dem Tode seines Vaters Godhard Prüssing im Herbst 1903 wurde er gemeinsam mit seinem Bruder Paul Prüssing persönlich haftender Gesellschafter der Sächsisch-Thüringische Portland-Cement-Fabrik Prüssing & Co. KGaA in Göschwitz. Diese wurde Ende 1904 mit der von seinem Bruder gegründeten Mitteldeutsche Zementfabrik Prüssing & Co. in Schönebeck (Elbe) zusammengelegt.